# Pávlos Koundouriótis
Pour les articles homonymes, voir Koundouriotis.
 (mai 2019).
Si vous disposez d'ouvrages ou d'articles de référence ou si vous connaissez des sites web de qualité traitant du thème abordé ici, merci de compléter l'article en donnant les références utiles à sa vérifiabilité et en les liant à la section « Notes et références ».
Pávlos Koundouriótis (en grec moderne : Παύλος Κουντουριώτης) était un homme politique et un amiral grec né le 9 avril 1855 et décédé le 22 août 1935.

## Biographie

### Jeunes années
Il appartient à la famille hydriote des Koundouriótis. Les Koundouriótis sont une famille arvanite de premier plan. Plusieurs membres ont pris part à la guerre d'indépendance grecque, dont son grand-père, Geórgios Koundouriótis, qui fut un dirigeant de la guerre d'indépendance grecque et un Premier ministre du roi Othon. Pávlos Kountouriótis est le deuxième enfant de Theodóros Koundouriótis (fils de Geórgios) et Loukía Negreponte. Il s'engagea dans la marine, tradition familiale, en 1875.

### Carrière militaire

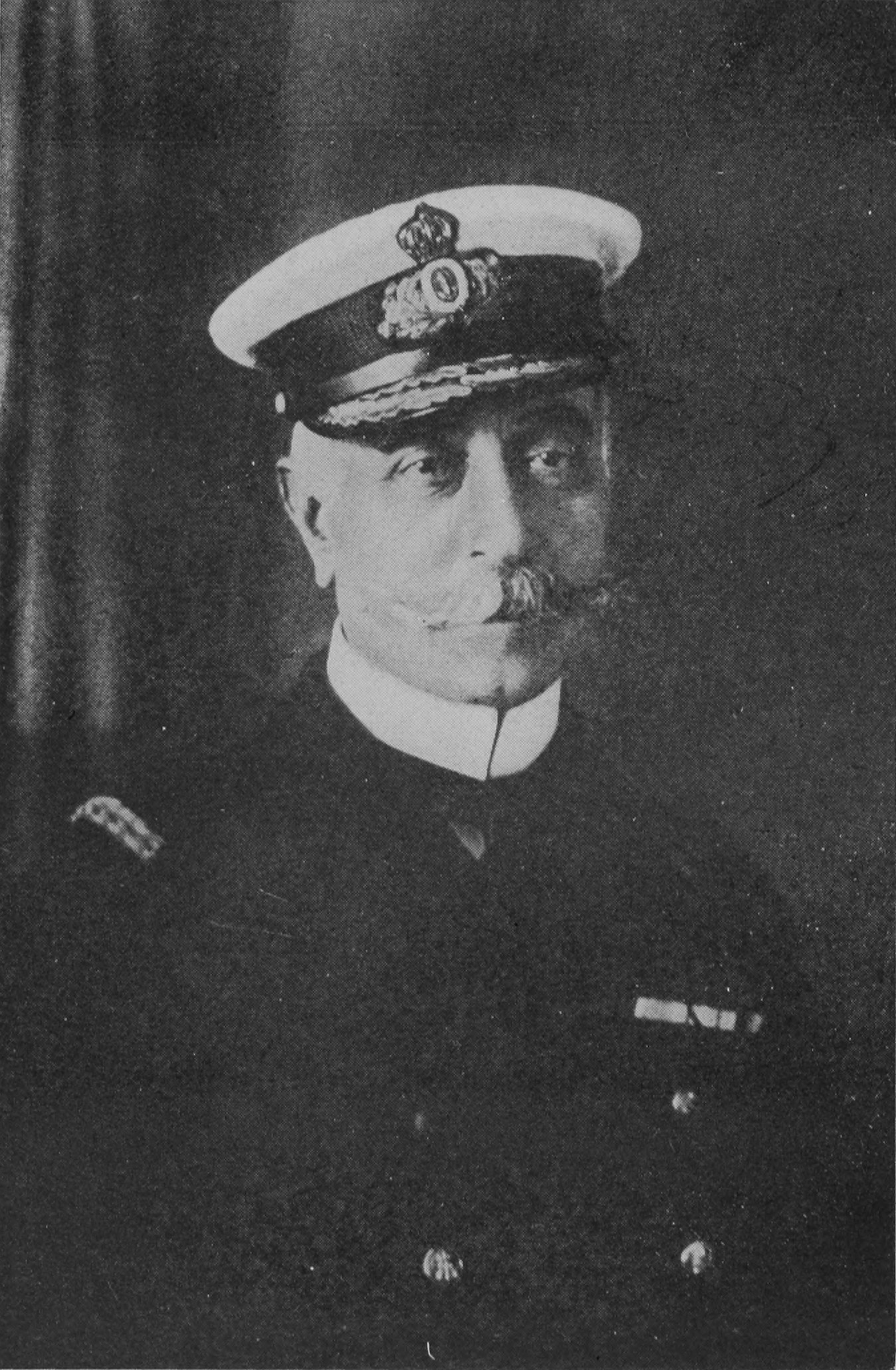
L'amiral Pávlos Koundouriótis

En 1886, il participe aux opérations navales de Preveza en tant que lieutenant. Pendant la guerre gréco-turque de 1897, il commande le navire Alfeios en tant que capitaine de corvette. Son navire prend part à deux débarquements de troupes grecques sur l'île de Crète. En 1901, il effectue un voyage transatlantique jusqu'à Boston comme commandant du navire-école le Miaoulis. Il devient aide-de-camp du roi George Ier à partir de 1908 jusqu'en 1911. En Juin 1911, Koundouriótis est envoyé en Grande-Bretagne pour prendre le contrôle du l'Georgios Averoff à la suite de la mutinerie au fromage bleu. Il y rétablit très vite la discipline et assure le retour en Grèce du croiseur cuirassé.

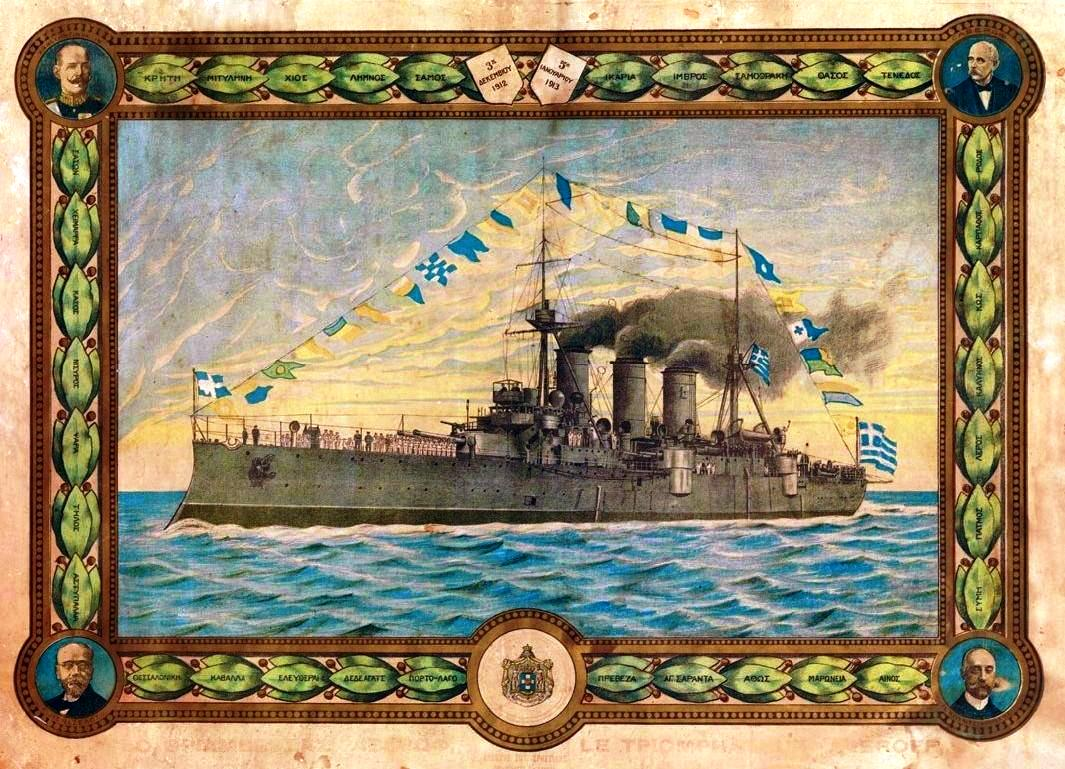
Le croiseur cuirassé Georgios Averoff

Il est promu contre-amiral en 1912 au moment du déclenchement de la Première Guerre balkanique. Pendant la guerre des Balkans, avec son navire le Georgios Averoff il dirige la marine grecque obtenant d'importantes victoires contre la flotte turque :Bataille de Elli en décembre 1912; bataille de Lemnos en janvier 1913. Ses victoires, obtenues en grande partie grâce à des tactiques audacieuses mais couronnées de succès, lui valent le statut de héros national. Il est promu vice-amiral pour service de guerre exceptionnel, premier Grec depuis Konstantínos Kanáris à atteindre ce grade habituellement réservé aux membres de la famille royale.

### Carrière politique
Lors de la Première Guerre mondiale, il devient ministre dans le gouvernement Stéphanos Skouloúdis,  mais, en désaccord avec les sentiments pro-allemands du roi Constantin Ier, il suit Elefthérios Venizélos à Thessalonique lors du Schisme national, où il participe au Gouvernement de défense nationale.

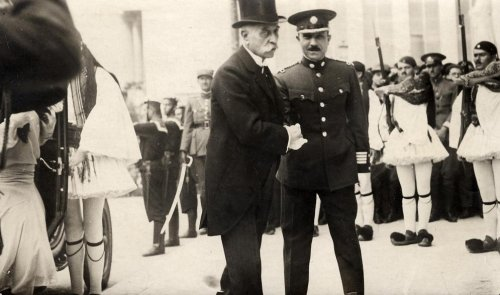
Le president Koundouriotis en 1927.

Koundouriótis prend sa retraite avec le grade honorifique d'amiral. À la mort du roi Alexandre Ier en 1920, il est élu le 28 octobre régent de Grèce par le Parlement en obtenant de 137 voix contre 3. Après la défaite du gouvernement Venizelos aux élections de novembre 1920, Kountouriótis démissionne en tant que régent. Il est remplacé par la reine Olga, grand-mère d'Alexandre. Le mois suivant, le roi Constantin est restauré.
Il est deux fois président de la République :
- du 25 mars 1924 au 15 mars 1926 après la déposition du roi Georges II, il est premier président de la Deuxième République hellénique, mais démissionne en mars 1926 en opposition à la dictature du général Pangalos.
- de 24 août 1926 au 9 décembre 1929. Mais il dut se retirer pour de graves problèmes de santé. Koundouriótis décède en 1935.

Pendant la Seconde Guerre mondiale son nom a été donné à un destroyer et une frégate de classe standard.